# ۱۳۵۱ (میلادی)
۱۳۵۱ (میلادی) هزار و سیصد و پنجاه و یکمین سال تقویم میلادی است.

## مناسبت‌ها
به پایان رسیدن مرگ سیاه

## درگذشتگان
‎